# Wysoka
Wysoka [vɨˈsɔka] (deutsch Wissek, 1942–1945 Weißeck) ist eine Stadt mit 2700 Einwohnern im Powiat Pilski (Kreis Schneidemühl) der polnischen Woiwodschaft Großpolen.

## Geographische Lage
Die Stadt liegt etwa 25 Kilometer  östlich der Stadt Schneidemühl (Piła) und 60 Kilometer westlich der Stadt  Bromberg (Bydgoszcz).

## Geschichte

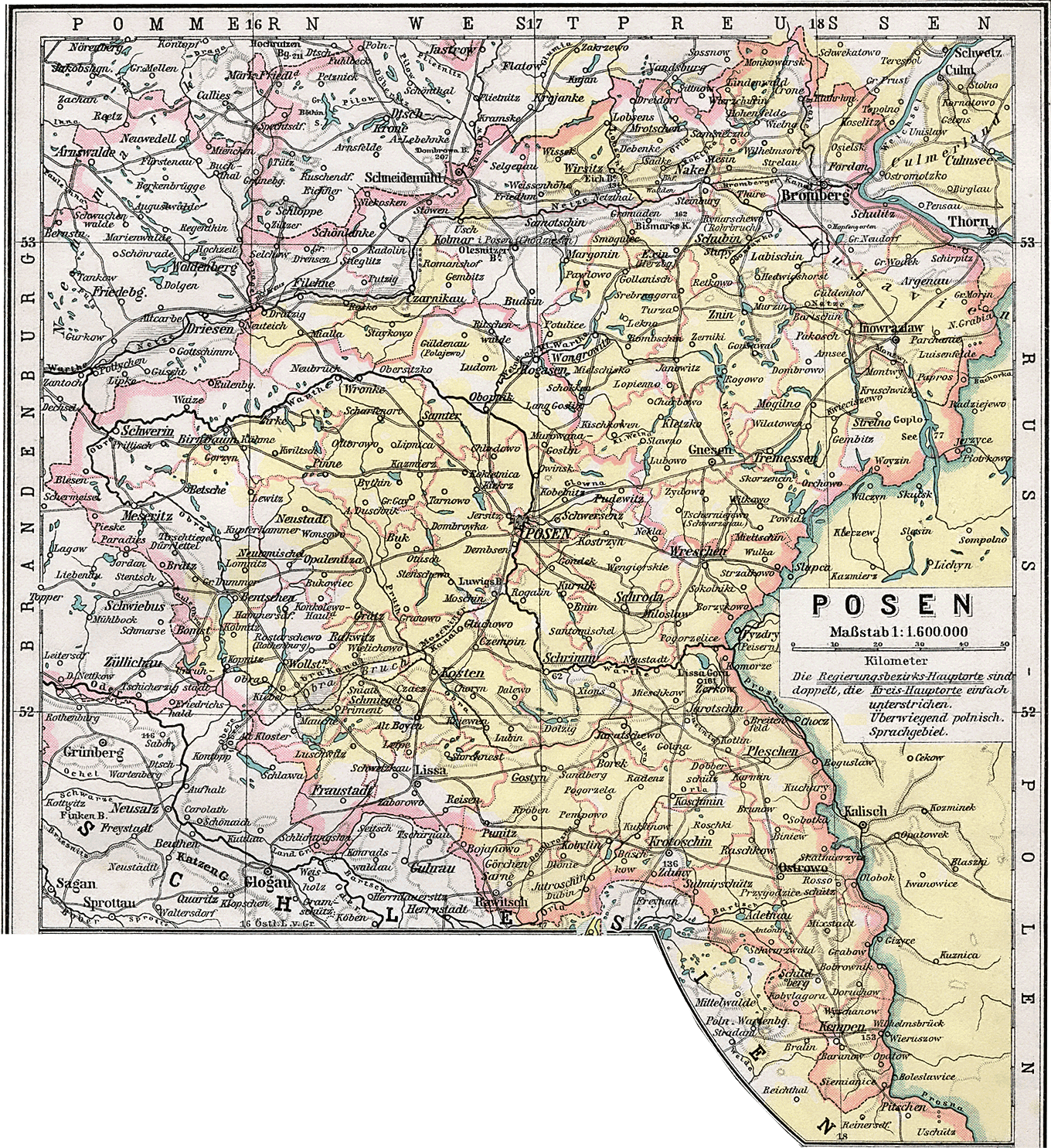
Wissek östlich der Stadt Schneidemühl und westlich der Stadt Bromberg auf einer Landkarte der Provinz Posen von 1905 (gelb markierte Flächen kennzeichnen Gebiete mit seinerzeit mehrheitlich polnischsprachiger Bevölkerung).

Die Ersterwähnung der Ortschaft stammt von 1260. Im Jahre 1505 erhielt Wissek Magdeburger Stadtrecht, das 1722 nach einem großen Stadtbrand, dem die Urkunden zum Opfer fielen, von der Grundherrin Apolinara von Tuczynska, geb. Smogolicka, erneuert wurde.
Im Rahmen der ersten polnischen Teilung 1772 kam Wissek zu Preußen. Anschließend gelangte die Stadt in Besitz des Ministers von Görne; nach der Einziehung von dessen Gütern gehörte sie dem Domänenamt, wurde dann aber wieder weggegeben. Im 19. Jahrhundert befand sich  die Stadt im Besitz eines Herrn Wiese.
Von 1807 bis 1815 zählte die Stadt zum Herzogtum Warschau. Durch den Wiener Kongress wurde Wissek wieder an Preußen zurückgegeben. Von 1818 bis zum Ende des Ersten Weltkriegs gehörte sie zum Kreis Wirsitz im Regierungsbezirk Bromberg der Provinz Posen.
Um die Mitte des 19. Jahrhunderts hatte Wissek drei Schulen, für jede der drei Konfessionen eine eigene. Eine Telegrafenanstalt wurde 1878 eingerichtet.
Nach dem Ersten Weltkrieg kam Wissek 1920 auf Grund der Bestimmungen des Versailler Vertrags an die Zweite Polnische Republik, wo die Stadt bis 1939 Teil des polnischen Powiat Wyrzysk war. Während des Zweiten Weltkriegs gehörte sie zum besatzungsamtlichen neuen Landkreis Wirsitz.
Gegen Ende des Zweiten Weltkriegs besetzte im Frühjahr 1945 die Rote Armee die Region. Kurz danach wurde die Stadt der Volksrepublik Polen übergeben. Soweit die deutschen Einwohner nicht geflohen waren, wurden sie in der Folgezeit von der örtlichen polnischen Verwaltungsbehörde vertrieben.

## Einwohnerzahlen
- 1783: 0266, größtenteils Polen, darunter 87 evangelische Deutsche[4]
- 1788: 0346[2]
- 1816: 0208, darunter 121 Katholiken, 82 Evangelische und fünf Juden[2]
- 1837: 0755[2]
- 1843: 0250[2]
- 1850: 1055, darunter 504 Katholiken, 423 Evangelische und 128 Juden[2]
- 1858: 1174[2]
- 1861: 1151[2]
- 1885: 1071, darunter 410 Evangelische, 624 Katholiken und 37 Juden[5]

## Städtepartnerschaft
Wysoka unterhält seit 2002 eine Partnerschaft mit der deutschen Gemeinde Jesberg im Schwalm-Eder-Kreis.

## Verkehr
Zwischen Wysoka und Białośliwie verkehrte eine Schmalspurbahn.

## Söhne und Töchter der Stadt
- Margarethe Jonass (1890–nach 1945), deutsche Ärztin
- Johannes Jahn (1892–1976), Kunsthistoriker
- Karl-Gustav Sauberzweig (1899–1946), SS-Gruppenführer
- Radosław Orchowicz (* 1970), Weihbischof in Gniezno

## Gmina
Die Stadt- und Landgemeinde Wysoka umfasst ein Gebiet von 123 km² mit 6.900 Einwohnern. Dazu gehören folgende 12 Orte:
| Name                 | deutscher Name (1815–1920)     | deutscher Name (1939–1945)                    |
| -------------------- | ------------------------------ | --------------------------------------------- |
| Bądecz               | Bondecz 1873–1920 Collin       | Kollin                                        |
| Czajcze              | – Heinrichsfelde – Gut Czaycze | Heinrichsfelde                                |
| Czajcze-Wybudowanie  | Heinrichsfelde Abbaue          | (zu Heinrichsfelde)                           |
| Eleonorka            | Eleonorenhof                   | Eleonorenhof                                  |
| Gmurowo              | Orlandshof                     | Orlandshof                                    |
| Jeziorki Kosztowskie | Schönsee                       | Schönsee                                      |
| Kijaszkowo           | Wolfshagen                     | Wolfshagen                                    |
| Kostrzynek           | Künstrinchen                   | Küstrinchen                                   |
| Młotkowo             | Kaisersdorf                    | Kaisersdorf                                   |
| Mościska             | Moschütz                       | Moschütz                                      |
| Mościska-Kolonia     | Moschütz Abbaue                | (zu Moschütz)                                 |
| Nowa Rudna           | Neu Ruhden                     | Neu Ruhden                                    |
| Rudna                | Deutsch Ruhden                 | Ruhden                                        |
| Sędziniec            | Richtershof                    | Richtershof                                   |
| Stare                | Stahren 1917–1920 Staren       | Staren                                        |
| Tłukomy              | Tlukom 1873–1920 Groß Elsingen | Groß Elsingen                                 |
| Wysoczka             | Karlshof                       | Karlshof                                      |
| Wysoka               | Wissek                         | 1939–1942 Wissek 1942–1945 Weißeck            |
| Wysoka Mała          | Klein Wissek                   | 1939–1942 Klein Wissek 1942–1945 Kleinweißeck |
| Wysoka Wielka        | Wissek Abbaue                  | (zu Wissek)                                   |